# Swagger (album)
Pour les articles homonymes, voir Swagger.

Swagger est le premier album en studio du groupe Flogging Molly paru en 2000 et produit par Flogging Molly.
Il se compose des pistes suivantes :
1. "Salty Dog" (2:21)
2. "Selfish Man" (2:54)
3. "The Worst Day Since Yesterday" (3:38)
4. "Every Dog Has Its Day" (4:24)
5. "Life in a Tenement Square" (3:11)
6. "The Ol' Beggars Bush" (4:33)
7. "The Likes of You Again" (4:34)
8. "Black Friday Rule" (7:01)
9. "Grace of God Go I" (1:55)
10. "Devil's Dance Floor" (3:59)
11. "These Exiled Years" (5:17)
12. "Sentimental Johnny" (4:47)
13. "Far Away Boys" (5:06)